# Abszach

Abszach wykonany poprzez ruch Ge3-c1 (szachuje hetman z pola e2).

Abszach – szczególna odmiana szacha w partii szachów, w której król jest zagrożony biciem w następnym posunięciu; przy czym sytuacja ta nie nastąpiła w wyniku przesunięcia figury szachującej, ale poprzez jej odsłonięcie, gdy na drodze do bicia stała wcześniej inna figura o tym samym kolorze, co figura szachująca.
Figurami zdolnymi do utworzenia abszacha są: goniec, wieża i hetman.